# Qatalum
Qatalum è una joint venture fra Qatar Petroleum e Norsk Hydro, con quote parimenti ripartite al 50% per ognuna delle parti; si tratta di un grande impianto industriale con la funzione di fonderia d'alluminio.
Qatalum è la più grande fabbrica di alluminio mai costruita; è situata nella città industriale di Mesaieed, in Qatar. Nella fase iniziale ha una capacità di lavorazione di 585.000 tonnellate d'alluminio primario, tutte trattate al fine di trasformarle in prodotti di alluminio a valore aggiunto. Nelle immediate adiacenze della fonderia è stata costruita anche una centrale elettrica a gas naturale di 1350 MW al fine di poter assicurare un apporto stabile e continuo di energia elettrica all'impianto di produzione.
Il progetto è stato inaugurato il 12 aprile 2010 con una cerimonia ufficiale dall'Emiro del Qatar Hamad bin Khalifa Al Thani e Sua Eccellenza Haakon, principe ereditario di Norvegia.

## Cronologia
Dati e tappe che riguardano l'evoluzione temporale e la graduale realizzazione del progetto .
| Mese      | Anno | Tappa importante                                                                         |
| Dicembre  | 2004 | Accordi preliminari.                                                                     |
| Marzo     | 2006 | Accordo per la joint venture ed approvazione iniziale dello studio di fattibilità.       |
| Ottobre   | 2006 | Decisione degli investimenti.                                                            |
| Gennaio   | 2007 | Inizio della preparazione del sito industriale.                                          |
| Luglio    | 2007 | Approvazione finale.                                                                     |
| Novembre  | 2007 | Inizio della costruzione.                                                                |
| Aprile    | 2009 | Alimentazione corrente elettrica per la fornitura del gas necessario per la produzione   |
| Settembre | 2009 | Apporto del gas per le turbine a gas dell'impianto di produzione dell'energia elettrica. |
| Settembre | 2009 | Inizio effettivo della regolare produzione degli anodi di alluminio.                     |
| Ottobre   | 2009 | Inizio dei test di produzione della fonderia.                                            |
| Novembre  | 2009 | Avvio del funzionamento dell'impianto di produzione dell'energia elettrica.              |
| Dicembre  | 2009 | Vasi di fusione e cottura in linea                                                       |
| Agosto    | 2010 | Progetto completato.                                                                     |